# Rhoptria brunnearia
Rhoptria brunnearia är en fjärilsart som beskrevs av John Henry Leech 1897. Rhoptria brunnearia ingår i släktet Rhoptria och familjen mätare. Inga underarter finns listade.